# Schoschana Arbeli-Almoslino

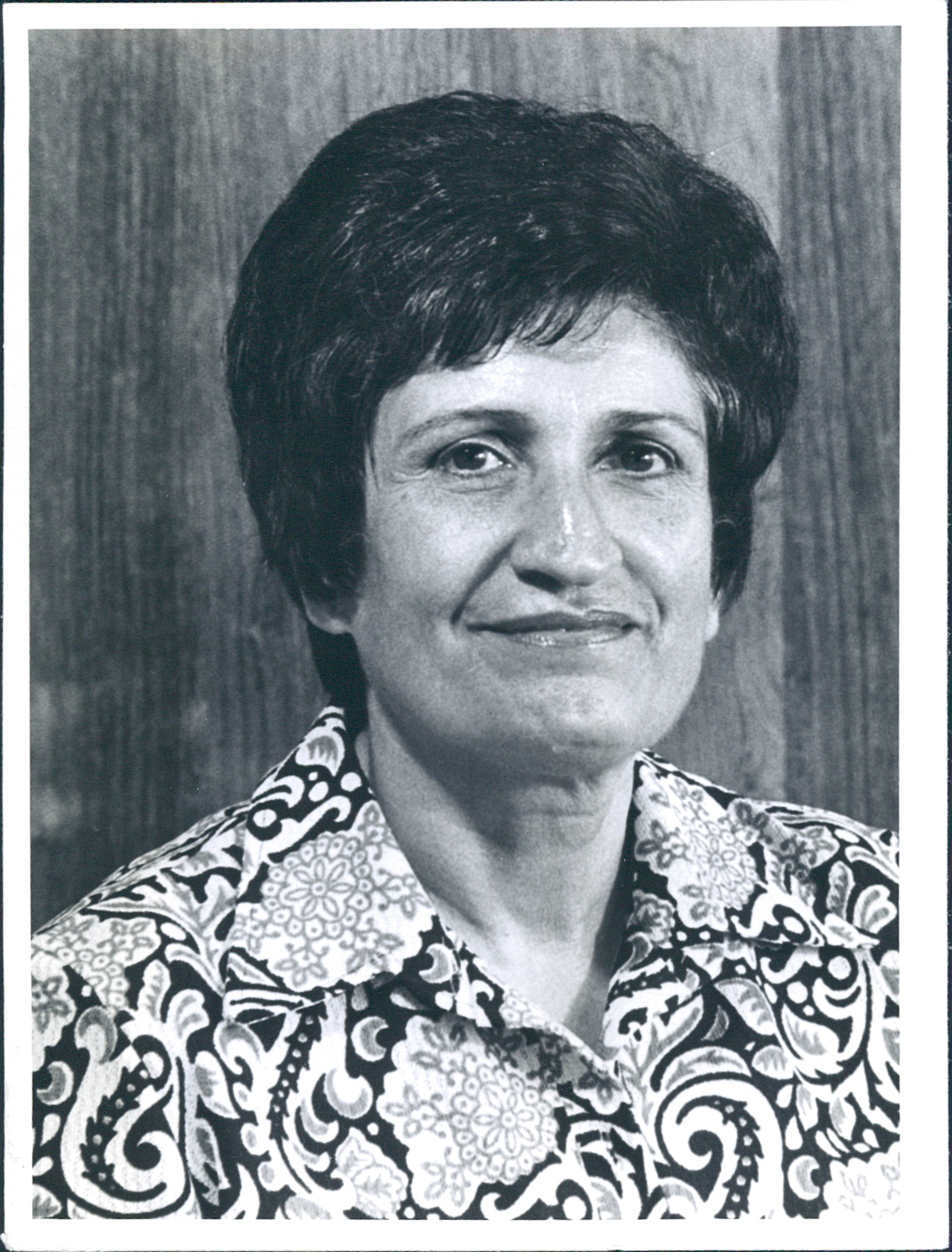
Schoschana Arbeli-Almoslino

Schoschana Arbeli-Almoslino (hebräisch שושנה אַרְבֵּלִי-אַלְמוֹזְלִינוֹ‎; * 26. Januar 1926 in Mossul; † 12. Juni 2015 in Tel Aviv-Jaffa) war eine israelische Politikerin.

## Leben
Sie ist die Schwester von Zabari Benjamin. Sie schloss die höhere Schule mit 16 ab und besuchte anschließend ein Lehrerseminar in Bagdad. Anschließend kehrte sie nach Mossul zurück, wo sie an der zionistischen Pionierbewegung teilnahm. Anschließend wurde sie von Jerachmi’el Assa (hebräisch יְרַחְמִיאֵל אסא) vom Mossad le Alija Bet in Haft befragt und flog 1947 im Rahmen der Alija Bet mit dem Flugzeug nach Palästina.
1948 wurde sie Mitglied der Achdut haAwoda und Mitglied des Parteisekretariats in Ramat Gan/Giv’atajim. Zuerst war sie vom 24. September 1984 bis zum 20. Oktober 1986 israelische stellvertretende Gesundheitsministerin, anschließend war sie vom 20. Oktober 1986 bis zum 22. Dezember 1988 israelische Gesundheitsministerin.